# Sierra Nevada de Mérida

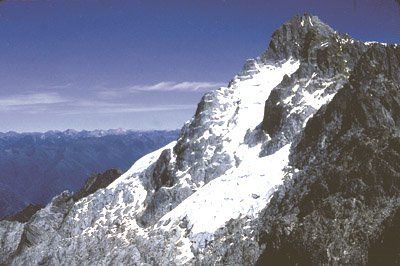
Pico Bolívar, nella Sierra Nevada de Mérida.

La Sierra Nevada de Mérida (comunemente denominata Sierra de Mérida) è una catena montuosa appartenente alla Cordigliera delle Ande che attraversa la parte occidentale del Venezuela, in ispecie gli stati venezuelani di Lara, Apure, Barinas, Mérida, Táchira e Trujillo (questi ultimi tre coperti quasi nella loro totalità dalla Sierra).
All'interno della catena montuosa si trovano importanti picchi come il Pico Bolívar, Bonpland, Humboldt, i più alti del paese, ubicati nello Stato di Mérida.